# Linha Santa Cruz
A Linha Santa Cruz: Central do Brasil ↔ Santa Cruz é uma linha de trens metropolitanos operada pela SuperVia. Em seu trecho final, era continuada pelo Ramal de Mangaratiba, de onde findava na extinta Estação de Mangaratiba, na cidade homônima, situada na região litorânea da Costa Verde.

## Histórico
A Linha parte da Estação Central do Brasil passando por áreas adensadas da cidade até Deodoro, na entrada da Zona Oeste da cidade, a partir da qual, atravessa diversos bairros da Zona Oeste, até a Estação Santa Cruz.
As estações de Deodoro a Realengo atendem ao enorme complexo militar existente na região. Depois a linha atinge regiões periféricas da cidade com altos índices de densidade demográfica e reduzidos índices de desenvolvimento humano (IDH) e ainda passando por importantes polos da região como Bangu e Campo Grande. É uma linha que não opera serviços intermunicipais, diferente de outros ramais da SuperVia que seguem para municípios da Baixada Fluminense, ou para o município de Paracambi na região do Vale do Café.
Liga o centro da cidade até o extremo oeste da Capital, 54 quilômetros distante, em uma velocidade média de 40 km/h.
Possui integração com linhas de ônibus para toda a cidade partindo das estações de Méier, Cascadura, Madureira, Marechal Hermes e Deodoro, feita exclusivamente através do cartão RioCard por meio do Bilhete Único. A partir da estação Central do Brasil existem linhas de ônibus com integração para os bairros do Catumbi e do Rio Comprido.
Há serviços de integração com ônibus utilizando exclusivamente o cartão RioCard em grande parte das estações, sendo Méier, Cascadura, Madureira, Marechal Hermes, Deodoro, também nos locais interioranos da Zona Oeste nas estações de Bangu, de Campo Grande e de Santa Cruz. Essa integração resultou numa melhoria na qualidade do transporte de diversos bairros da Zona Oeste, antes limitados pela opção de ônibus pela Avenida Brasil, que em horários de maior movimento, podem representar economia em mais de 1 hora no tempo de viagem.
Esta linha possui enorme potencial de expansão pois é uma região que ainda possui grande expectativa de crescimento populacional, sendo que suas demandas principais de transporte para a Baixada Fluminense, Zona Norte e Centro encontram-se bem atendidas pelo trem metropolitano.
Desde junho de 2020, a linha é interligada com a linha Deodoro, passando a operar somente o serviço parador. Entre os anos de 2022 e 2023, foram retomadas as operações dos serviços expressos, embora somente em horários de pico.

## Especificações

### Alimentação
A Linha Santa Cruz é alimentada através de rede aérea por catenária suspensa de 3000v.

### Frota
A frota da Linha Santa Cruz é variável, pois não possui composições fixas.

### Estações
| Trigrama | Estação                       | Comentários | Bairro                         |
| -------- | ----------------------------- | --- | ------------------------------ |
| CBL      | Central do Brasil             | Transferência para as linhas Japeri, Belford Roxo e Saracuruna e integração paga com a linha 1 e linha 2 do Metrô                 | Centro                         |
| PBA      | Praça da Bandeira             | | Praça da Bandeira              |
| SCO      | São Cristóvão                 | Transferência para as linhas Japeri, Belford Roxo e Saracuruna e integração paga com a linha 2 do Metrô.                          | Entre São Cristóvão e Maracanã |
| MNA      | Maracanã                      | Transferência para as linhas Japeri, Belford Roxo e Saracuruna e integração paga com a linha 2 do Metrô.                          | Entre Mangueira e Maracanã     |
| MGA      | Mangueira                     | | Mangueira                      |
| SFX      | São Francisco Xavier          | | São Francisco Xavier           |
| ―        | Rocha                         | Desativada | Rocha                          |
| RCO      | Riachuelo                     | | Riachuelo                      |
| SPO      | Sampaio                       | | Sampaio                        |
| ENO      | Engenho Novo                  | | Engenho Novo                   |
| MER      | Méier                         | | Méier                          |
| ―        | Todos os Santos               | Desativada | Todos os Santos                |
| EDO      | Olímpica de Engenho de Dentro | Transferência para a linha Japeri                                                                                                 | Engenho de Dentro              |
| ―        | Encantado                     | Desativada | Encantado                      |
| PIE      | Piedade                       | | Piedade                        |
| QTO      | Quintino                      | | Quintino Bocaiuva              |
| CDA      | Cascadura                     | | Cascadura                      |
| MRA      | Madureira                     | Transferência para a linha Japeri e integração com BRT TransCarioca                                                               | Madureira                      |
| OCZ      | Oswaldo Cruz                  | | Osvaldo Cruz                   |
| BRO      | Prefeito Bento Ribeiro        | | Bento Ribeiro                  |
| MHS      | Marechal Hermes               | | Marechal Hermes                |
| DDO      | Deodoro                       | Transferência para a linha Japeri e integração com os BRTs TransBrasil e TransCarioca                                             | Deodoro                        |
| VMR      | Vila Militar                  | Integração com BRT TransOlímpica                                                                                                  | Vila Militar                   |
| MGA      | Magalhães Bastos              | Integração com BRT TransOlímpica                                                                                                  | Magalhães Bastos               |
| REA      | Realengo                      | | Realengo                       |
| PML      | Mocidade Padre Miguel         | | Padre Miguel                   |
| GSA      | Guilherme da Silveira         | | Bangu                          |
| BGU      | Bangu                         | | Bangu                          |
| SEN      | Senador Camará                | | Senador Camará                 |
| STO      | Santíssimo                    | | Santíssimo                     |
| AVS      | Augusto Vasconcelos           | | Senador Vasconcelos            |
| —        | João Ellis                    | Estação atualmente desativada. | Campo Grande                   |
| CGE      | Campo Grande                  | Linha especial Central ↔ Campo Grande.                                                                                            | Campo Grande                   |
| BME      | Benjamim do Monte             | | Inhoaíba                       |
| IBA      | Inhoaíba                      | | Inhoaíba                       |
| COS      | Cosmos                        | | Cosmos                         |
| PAC      | Paciência                     | | Paciência                      |
| TNS      | Tancredo Neves                | | Paciência                      |
| SCZ      | Santa Cruz                    | Integração com o BRT TransOeste. Antigo ponto de transferência para as extintas linhas do Matadouro, de Itaguaí e de Mangaratiba. | Santa Cruz                     |
| —        | Matadouro                     | Estação atualmente desativada e abandonada                                                                                        | Santa Cruz                     |

## Linhas desativadas
| Linha       | Terminais                | Comprimento (km) | Estações     | Duração | Funcionamento         |
| ----------- | ------------------------ | ---------------- | ------------ | ------- | --------------------- |
| Itaguaí     | Santa Cruz ↔ Itaguaí     | 11 KM            | 5 em projeto | -       | Linha em Estudo       |
| Mangaratiba | Santa Cruz ↔ Mangaratiba | 45 KM            | 14           | 1h15    | Atualmente Abandonada |